# パク・ジョンミン (俳優)
パク・ジョンミン（朝: 박 정민、1987年3月24日 - ）は、韓国の俳優。SEMカンパニー所属。 
パク・チョンミンとも表記される。

## 経歴
高校時代は、忠清南道公州市の韓一高等学校で寮生活をしていた。俳優のチョ・ヒョンチョルとは高校の同期生、大学の同窓生であり親しい。
高3で韓国芸術総合学校映像院映画科を受験し不合格となる。面接の際に「ここに落ちたらソウル大学校に行く」と宣言するも、最終的に高麗大学校人文学部に入学。
2006年に高麗大学校を自主退学し、韓国芸術総合学校映像院に入学。2009年に演技の道に進みたいと考え、演劇院に転科。

## 出演作品

### 映画
- BLEAK NIGHT 番人（2011年） - ペク・ヒジュン 役
- ダンシング・クィーン（2012年） - ポグリ 役
- フィスト・オブ・レジェンド（2013年） - 高校時代のイム・ドッキュ 役
- FLU 運命の36時間（2013年） - チャ・チョルギョ 役
- 僕らの青春白書（2014年） - ファンギュ 役
- 起爆（2014年） - イ・ヒョミン 役
- 新村ゾンビ漫画（2014年） - ビジェン/ボヒョン 役
- 太陽を撃て（2015年） - チェン 役
- オフィス 檻の中の群狼（2015年） - イ・ウォンソク 役
- 空と風と星の詩人 尹東柱（ユンドンジュ）の生涯（2016年） - ソン・モンギュ 役
- 純情（2016年） - ヨンス 役
- 怖い話3:火星から来た少女（2016年） - ドングン 役
- ザ・キング（2017年） - ホ・ギフン 役
- アーティスト:生まれ変わる（2017年） - ジェボム 役
- 王様の事件手帳（2017年） - 懿敬世子 役
- それだけが、僕の世界（2018年） - オ・ジンテ 役
- サイコキネシス -念力-（2018年） - キム・ジョンヒョン 役
- サンセット・イン・マイ・ホームタウン（2018年） - キム・ハクス 役
- サバハ（2019年） - チョン・ナハン 役
- タチャ ワンアイド・ジャック（2019年） - ト・イルチュル
- スタートアップ!（2019年） - コ・テギル 役
- 狩りの時間（2020年） - サンス 役
- ただ悪より救いたまえ（2020年） - ユイ 役
- 手紙と線路と小さな奇跡（2021年） - チョン・ジュンギョン 役
- 一場春夢（2022年） - 剣客 役
- 別れる決心（2022年） - ホン・サノ 役
- 密輸 1970（2023年） - ドリ 役
- ハルビン（2024年） - ウ・ドクスン 役

### ドラマ
- ヒューマンカジノ（2011年、KBS） - チャ・テオ 役
- 深夜病院〜傷だらけの復讐〜（2011年、MBC） - パク・ジェボム 役
- 神々の晩餐 -シアワセのレシピ-（2012年、MBC） - チョン・ミソ 役
- ゴールデンタイム（2012年、MBC） - チャン・ヨンウ 役
- 思春期メドレー（2013年、KBS） - シン・ヨンボク 役
- 君たちは包囲された！ -アクシデント・ラブ-（2014年、SBS） - チ・グク 役
- モモサロン（2014年、KBS） - キム・チャンギュン 役
- 一理ある愛（2014年、tvN） - チャン・ギテ 役
- 恋のスケッチ〜応答せよ1988〜（2015年-2016年、tvN） - パク・ジョンフン 役 ※特別出演
- アントラージュ 〜スターの華麗なる人生〜（2016年、tvN） - イ・ホジン 役
- ミスター・サンシャイン（2018年、tvN） - アン・チャンホ 役 ※特別出演
- 地獄が呼んでいる（2021年、Netflix） - ペ・ヨンジェ 役
- 流れ星（2022年、tvN） - ハンビョルの合コン相手 役 ※特別出演
- The 8 Show（2024年、Netflix） - ユ・フィリップ 役
- ニュートピア (2025、 Coupang Play) - イ・ジェユン 役

### 舞台
- キサラギ（2011年） - スネーク 役
- Gコードの脱出（2014年） - 男 役
- ロミオとジュリエット（2017年） - ロミオ 役

### MV
- ス・ジョンソン「Butterfly」（2012年）
- IU「With the Heart to Forget You」（2018年）
- イ・スンファン「I'm Always You」（2019年）
- コード・クンスト、チェ・ジョンフン、Simon Dominc「For the Gone」（2020年）
- カン・ミンギョン、チェ・ジョンフン「Because we loved」（2022年）
- BIBI「JOTTO」（2022年）
- (G)I-DLE「I Want That」（2023年）

## 監督・脚本
- オムニバス作品『UNFRAMED／アンフレームド』内「学級委員長選挙」（2021年） - 監督・脚本

## 受賞歴

### 2016年
- 第16回ディレクターズ・カット・アワード 今年の新人男性演技賞（『空と風と星の詩人〜尹東柱の生涯〜』）
- 第36回黄金撮影賞 新人男優賞（『空と風と星の詩人〜尹東柱の生涯〜』）
- 第52回百想芸術大賞 映画部門 男性新人演技賞（『空と風と星の詩人〜尹東柱の生涯〜』）[6]
- 2016年韓国映画を輝かせたスター賞 新人男優賞（『空と風と星の詩人〜尹東柱の生涯〜』）
- 第37回青龍映画賞 新人男優賞（『空と風と星の詩人〜尹東柱の生涯〜』）

### 2017年
- 第22回春史大賞映画祭 助演男優賞（『空と風と星の詩人〜尹東柱の生涯〜』）
- 第1回甲フィルム芸術映画祭 産業映画部門 俳優賞

### 2018年
- 第19回釜山映画評論家協会賞 助演男優賞（『辺山』）

### 2020年
- 第40回韓国映画評論家協会賞 助演男優賞（『ただ悪より救いたまえ』）[7]

### 2021年
- 第41回青龍映画賞 助演男優賞（『ただ悪より救いたまえ』）[8]
- 第57回百想芸術大賞 映画部門 男性助演賞（『ただ悪より救いたまえ』）[9]
- 第26回春史大賞映画祭 助演男優賞（『ただ悪より救いたまえ』）